# Amerdingen
Amerdingen er en kommune i Landkreis Donau-Ries i Regierungsbezirk Schwaben i den tyske delstat Bayern, med knap 900 indbyggere. Den er en del af Verwaltungsgemeinschaft Ries der har Nördlingen som administrationsby.

## Geografi
Amerdingen er en del af Planungsregion Augsburg og ligger ved floden Kessel.
I kommunen ligger landsbyerne Amerdingen, Bollstadt.